# Kévin Van Melsen
Kévin Van Melsen (* 1. April 1987 in Verviers) ist ein ehemaliger belgischer Radrennfahrer und aktuell sportlicher Leiter eines Radsportteams.

## Karriere
Kévin Van Melsen wurde 2005 in Willebroek belgischer Meister im Straßenrennen der U23-Klasse. Er schloss sich 2007 dem belgischen Continental Team Pôle Continental Wallon Bodysol-Euromillions an.
Ab der Saison 2009 ging er für das damalige belgische Professional Continental Team Willems Veranda an den Start, bei dem er bis zu seinem Karriereende blieb. In seinem ersten Jahr dort wurde Van Melsen unter anderem Fünfter beim Grand Prix Claude Criquielion und wurde Vierter bei den Nationalen Straßenmeisterschaften U23.
Im Verlauf seiner Karriere konnte Van Melsen keinen Sieg einfahren. Seine einzigen zählbaren Erfolge waren der Gewinn der Bergwertung bei der Tour de Wallonie und der Tour du Poitou-Charentes in der Saison 2014. Außerdem nahm er 2014 bei den UCI-Straßen-Weltmeisterschaften im spanischen Ponferrada an dem Wettbewerb Mannschaftszeitfahren teil und belegte den 22. Platz. 2018 konnte er den siebten Platz bei Polynormande und einen achten Platz beim Grand Prix de la Ville de Lillers erzielen. 2019 erfolgte die Teilnahme bei der Tour de France, die er auf dem 138. Rang beendete. 2021 wurde er 126. bei der Vuelta a España.
Nach der Saison 2022 beendete Van Melsen im Alter von 35 Jahren seine Karriere als Radrennfahrer. Er blieb in seinem ehemaligen Team und übernahm die sportliche Leitung des zur Saison 2023 neu geschaffenen Development Teams.

## Erfolge
2005
- Belgischer Meister – Straßenrennen (Junioren)

2014
- Bergwertung Tour de Wallonie
- Bergwertung Tour du Poitou-Charentes

## Grand-Tour-Platzierungen
| Grand Tour            | 2019 | 2020 | 2021 |
| --------------------- | ---- | ---- | ---- |
| Giro d’ItaliaGiro     | –    | –    | –    |
| Tour de FranceTour    | 138  | –    | –    |
| Vuelta a EspañaVuelta | –    | –    | 126  |